# Dąbrówka (Bojanów)
Dąbrówka – część wsi Bojanów w Polsce położona w województwie podkarpackim, w powiecie stalowowolskim, w gminie Bojanów.
W latach 1975–1998 Dąbrówka administracyjnie należała do województwa tarnobrzeskiego.